# Fauna selvatica in Nepal

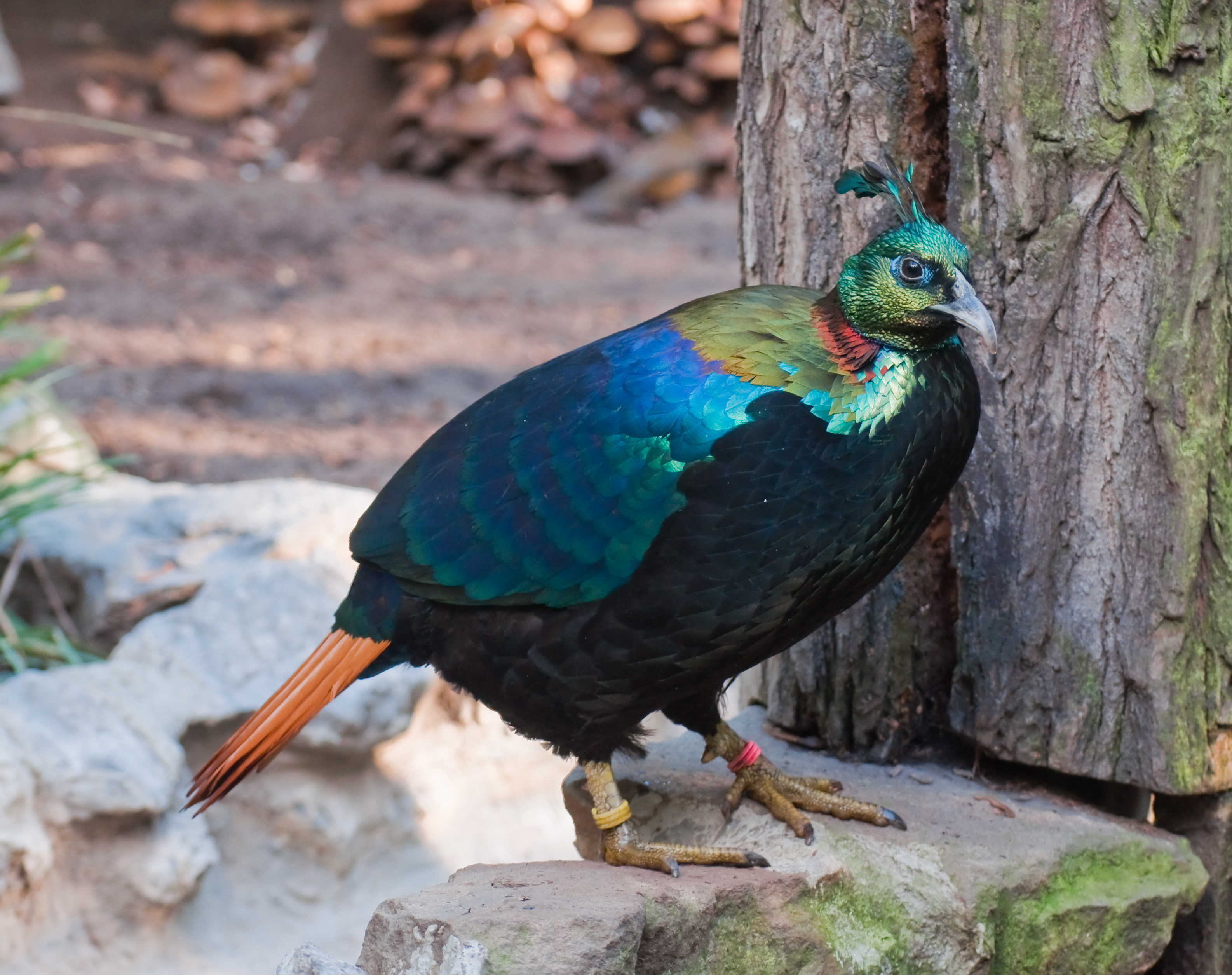
Un maschio di lofoforo himalayano, l'uccello nazionale nepalese.

La diversità della fauna selvatica in Nepal è una delle caratteristiche più notevoli del paese. A causa dell'accentuata varianza climatica, che va dal clima tropicale al clima artico, il Nepal possiede una grande varietà di piante e animali allo stato selvaggio. Il turismo della fauna selvatica è anche una fonte importante del complessivo turismo in Nepal. Ci sono alcune specie animali che sono uniche e che vivono solamente in questo territorio, come il garrulo spinoso (Turdoides nipalensis).
La nazione è anche sede di un gran numero di specie di rododendro i quali fanno a loro volta parte dell'habitat naturale per moltissimi animali; il Nepal ha stabilito numerosi parchi nazionali e riserve al fine di proteggere la sua natura.

## Animali

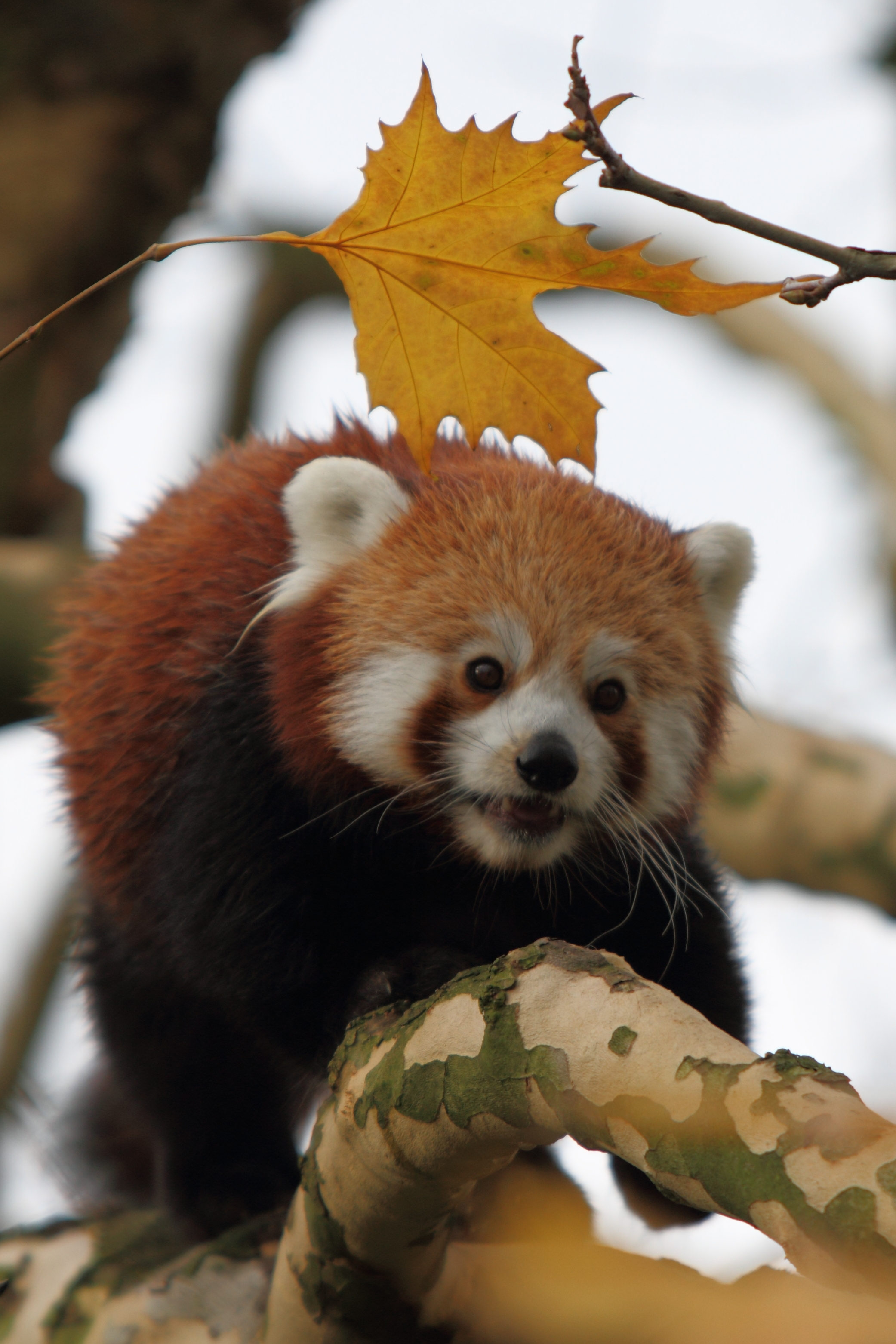
Il panda rosso.

### Mammiferi
Ci sono 181 specie di mammiferi, tra cui è riferita l'esistenza di 28 specie al di fuori dei limiti delle aree protette, escluse le quattro specie estinte conosciute. Tra le varie specie di mammiferi presenti in Nepal, alcuni tra gli esempi più notevoli sono quelli costituiti dalla volpe del Bengala, la tigre del Bengala, il leopardo nebuloso, la volpe del tipo Corsac, il rinoceronte indiano, l'elefante indiano, il gatto marmorizzato, il panda rosso, il leopardo delle nevi, la volpe tibetana e il lupo tibetano. Alcuni di questi, tra cui il leopardo delle nevi, sono riconosciuti a livello internazionale come minacciati e pertanto a rischio costante di estinzione.

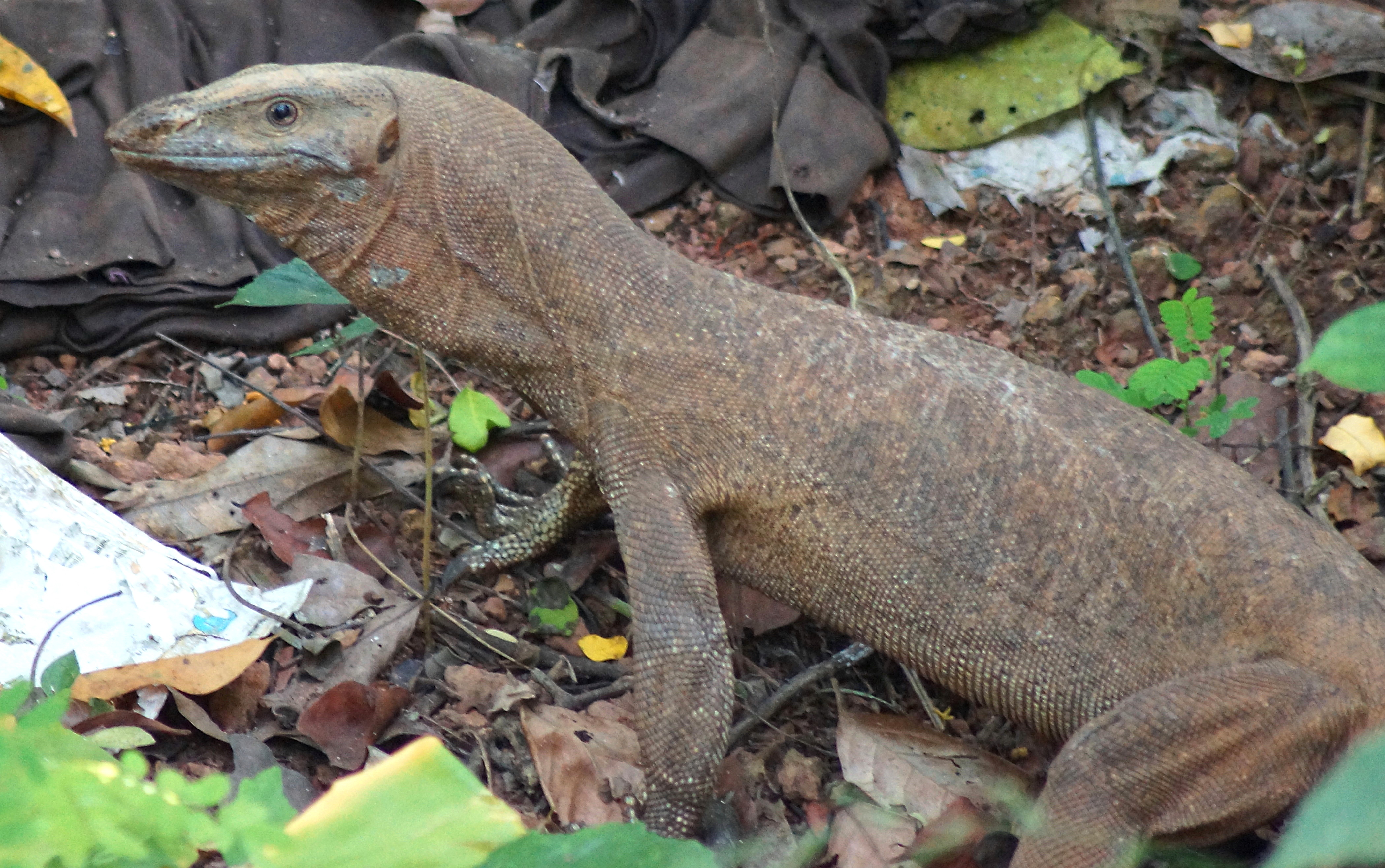
Un varano bengalese.

### Rettili
Ci sono diversi rettili nativi della regione, che vanno dalle crotalinae ai varani. Alcuni degli esempi più importanti includono Varanus bengalensis, Gloydius himalayanus o "vipera dalle fossette", la testuggine allungata (Indotestudo elongata), la vipera Trimeresurus albolabris septentrionalis e il varano giallo dorato (Varanus flavescens). Anche se le specie summenzionate si trovano anche altrove nel Sudest asiatico, ci sono alcune specie di rettili uniche del luogo, come Sitana fusca e Cyrtodactylus nepalensis.
Sitana sivalensis, Japalura tricarinata, lo scinco di terra Annapurna (Scincella capitanea), lo scincidae Asymblepharus nepalensis, il geco Cyrtodactylus martinstolli, la vipera del bambù di Shah (Trimeresurus karanshahi) e la vipera tibetana (Gloydius strauchi) sono altri rettili che si possono trovare in Nepal.

### Avifauna
Ci sono circa 27 importanti tipi di uccello nell'area del paese ed oltre 900 specie di uccelli in totale (come stimato nel 2012) noti presenti in Nepal, di cui 30 specie sono minacciate a livello globale, una specie è endemica e un'altra vi è stata introdotta.
Il "Danphe" o lofoforo himalayano rappresenta l'uccello nazionale. In aggiunta, ci sono otto specie di cicogna, altre cinque di fagiani, sei passeriformi "Minivet" del genere Pericrocotus, diciassette diverse specie di cuculo, trenta di "pigliamosche" e sessanta di uccelli canori.

### Fauna acquatica
Le specie faunistiche acquatiche segnalate sono: il pesce gatto Pharping (Myersglanis blythii), il Psilorhynchidae nepalensis e il Psilorhynchidae pseudecheneis ("pesciolini Nepalesi" o carpe di montagna), lo Schizothorax macrophthalmus, il Turcinoemacheilus himalaya, l'Erethistoides ascita e l'Erethistoides cavatura, il pesce gatto del tipo Batasio macronotus e il Sisoridae Pseudecheneis eddsi, Pseudecheneis crassicauda e Pseudecheneis serracula).

### Invertebrati
Alcune delle più importanti specie di insetti segnalate sono: il coleottero di terra Cychropsis nepalensis, la Carabidae del tipo Nebria molendai, lo scarabeo stercorario Caccobius scheuerni, lo scarabeo Cerambycidae Hesperoclytus katarinae, la falena Heterolocha mariailgeae, la cavalletta Isopsera Caligola, il grillotalpa Gryllotalpa pygmaea), cavallette (Latifrons nepalocaryanda), l'ape Andrena kathmanduensis, la formica Franklinothrips strasseni e la libellula Zygoptera Calicnemia nipalica.
Altri invertebrati riportati sono la tarantola Haplocosmia nepalensis, il ragno goblin (Oonopidae) Brignolia ankhu, il ragno Salticidae omnisuperstes Euophrys, lo scorpione Heterometrus nepalensis , il millepiedi Cryptops nepalensis, la lumaca di terra Darwininitium shiwalikianum e Laevozebrinus nepalensis, e la lumaca di acqua dolce Tricula mahadevensis.

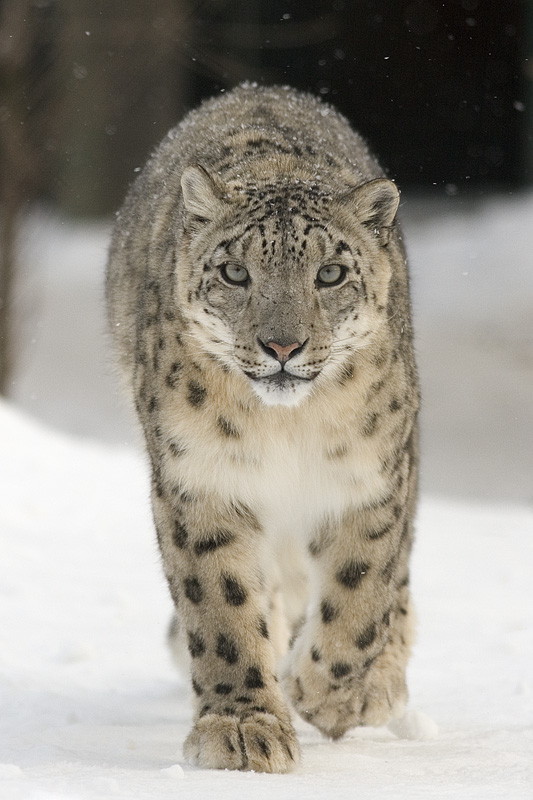
Un leopardo delle nevi nepalese.

## Specie protette

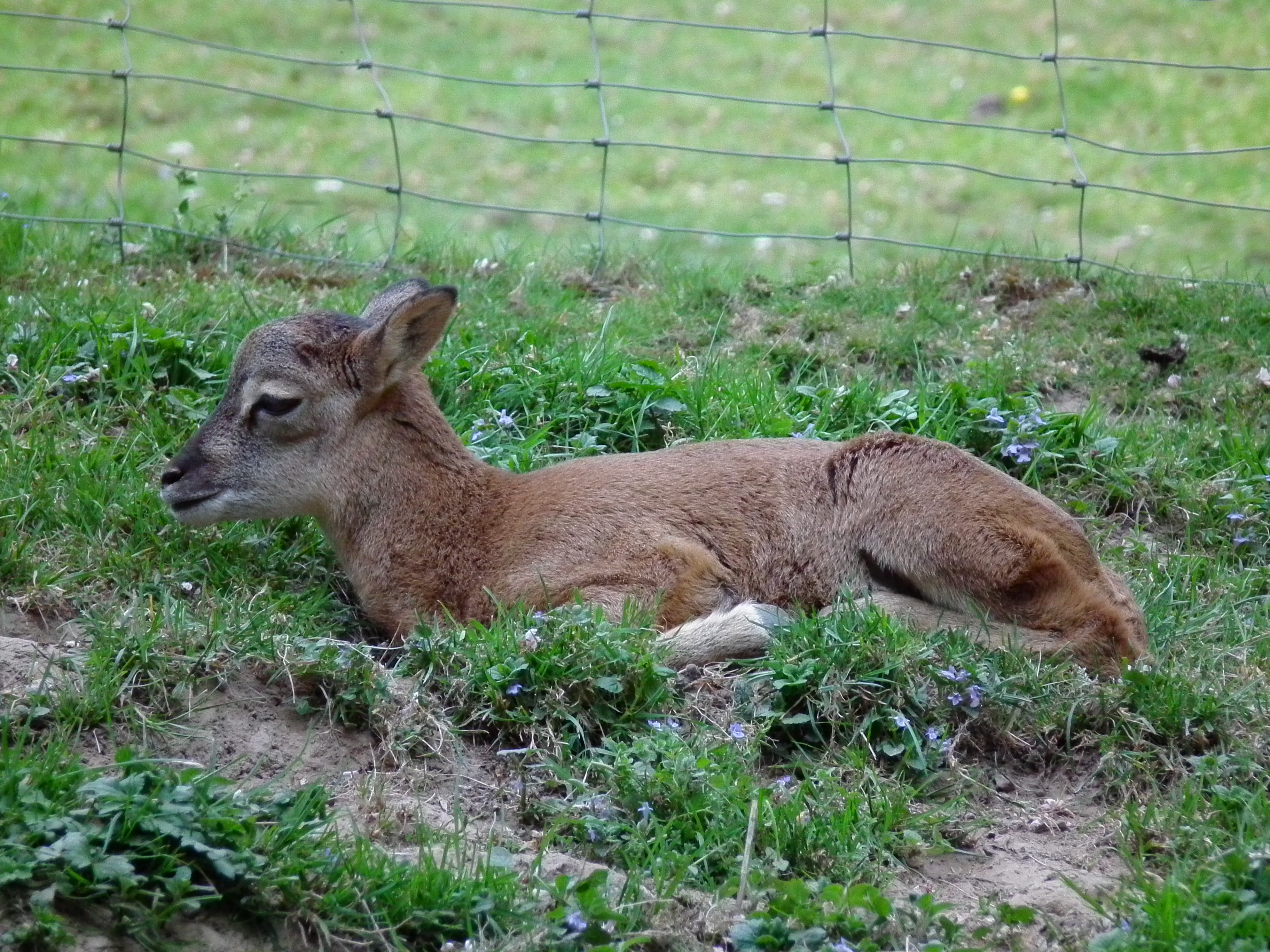
Un cucciolo di Argali, pecora selvatica asiatica.

Ci sono 38 specie protette della fauna selvatica, tra cui uccelli, di cui il 50% sono in varie fasi di minaccia. Queste sono le seguenti:
- Vulnerabili

Antilope cervicapra
Bos gaurus o gaur
lupo tibetano
Neofelis nebulosa (leopardo nebuloso)
Platanista gangetica o delfino del Gange
Python molurus (pitone asiatico di roccia)
- Specie a rischio

Bos mutus o yak selvatico
Bubalus bubalis (bufalo selvatico)
Caprolagus hispidus o coniglio ispido
Cervus duvauceli o cervo di palude
Elephas maximus (l'elefante asiatico)
Felis lynx o lince eurasiatica
Hyaena hyaena o iena striata
Moschus chrysogaster
Panthera tigris tigris o tigre reale del Bengala
Panthera uncia o leopardo delle nevi
Catreus wallichi o fagiano di wallich
Houbaropsis bengalensis o otarda bengalese
Gavialis gangeticus o gaviale del Gange
- Estinte

Sus salvanius o cinghiale nano
- Status indeterminato

Ovis ammon  o Argali
Varanus flavescens o varano dorato)